# Максимівка (село, Нікопольський район)
Макси́мівка — село в Україні, у Нікопольському районі Дніпропетровської області. Входить до складу Першотравневської сільської громади.
Колишній орган місцевого самоврядування — Шевченківська сільська рада. Населення — 113 мешканців.

## Географія
Село Максимівка знаходиться на відстані 2 км від села Олександропіль і за 3 км від села Шевченкове. По селу протікає пересихаючий струмок з загатою. Поруч проходить автомобільна дорога Т 0432.

## Історія
12 червня 2020 року, відповідно до розпорядження Кабінету Міністрів України № 709-р від «Про визначення адміністративних центрів та затвердження територій територіальних громад Дніпропетровської області», увійшло до складу Першотравневської сільської громади.
19 липня 2020 року, в результаті адміністративно-територіальної реформи і ліквідації Нікопольського району(1923—2020), село увійшло до складу новоутвореного Нікопольського району.

## Населення

### Мова
Розподіл населення за рідною мовою за даними перепису 2001 року:
| Мова       | Кількість | Відсоток |
| ---------- | --------- | -------- |
| українська | 109       | 96.46%   |
| російська  | 2         | 1.77%    |
| білоруська | 2         | 1.77%    |
| Усього     | 113       | 100%     |